# أليخاندرو دولينا
أليخاندرو دولينا (بالإسبانية: Alejandro Dolina)‏ هو كاتب ومؤلف ومقدم تلفزيوني أرجنتيني، ولد في 20 مايو 1944 في بوينس آيرس في الأرجنتين.

## وصلات خارجية
- أليخاندرو دولينا على موقع IMDb (الإنجليزية)
- أليخاندرو دولينا على موقع ميوزك برينز (الإنجليزية)
- أليخاندرو دولينا على موقع كينوبويسك (الروسية)